# ۶۲۲ (میلادی)
۶۲۲ (میلادی) ششصد و بیست و دومین سال تقویم میلادی است.

## رویدادها
- ۱۹ مارس میلادی قدیم (۲۲ مارس میلادی جدید) روز جمعه ۱ فروردین ۱ شمسی برابر با ۲۹ شعبان سال ۱ پیش از هجرت، سرآغاز گاهشماری هجری خورشیدی.
- ۱۶ ژوئیه میلادی قدیم روز جمعه ۱ محرم ۱ هجری قمری برابر ۲۷ تیر ۱ هجری شمسی سرآغاز گاهشماری هجری قمری.
- ۱۳ سپتامبر میلادی قدیم برابر با (۲۴ شهریور و ۱ ربیع‌الاول سال ۱ هجری) - آغاز هجرت پیامبر اسلام محمد از مکه به مدینه. این سال، سال هجرت مبدأ تاریخ مسلمانان، یعنی گاه‌شماری‌های هجری قمری و هجری خورشیدی است.

## زادگان
- ژوئه یوآن‌شائو (Xue Yuanchao)، درگذشت ۶۸۳ (میلادی).
- عقبه بن نافع فرماندار عرب، درگذشت ۶۸۳ (میلادی).

## درگذشتگان
- ۸ آوریل – شاهزاده شوتوکو تایشی، سیاستمدار ژاپنی (ز. ۵۷۲)